# Sebastião Maggi
Sebastião Maggi foi um beato italiano. Viveu numa época turbulenta, a época de Girolamo Savonarola.
De facto ele era amigo do frade de Ferrara e sempre o defendeu. Entrou para o Convento dominicano de Bresccia (Itália) logo que teve idade suficiente e nos seus primeiros anos ficou conhecido pela sua devoção à Regra, pela pureza da sua vida e pelo zelo com que pretendia implementar a observância regular. Foi superior de diversas casas dominicanas e finalmente Vigário da congregação reformada da Lombardia, tornando-se dessa forma superior de Jerónimo Savonarola, o intrépido frade reformador.
Foi confessor de Savonarola durante bastante tempo e sempre testemunhou em seu favor quando aquele era atacado. Ficou conhecido pela sua estrita obediência às regras e pela sua compreensão e caridade para com os que não o conseguiam ser.
Nasceu em 1414, em Brescia e faleceu em 1496 em Génova, estando o seu corpo em 1963 ainda incorrupto.
Foi beatificado e o seu culto confirmado em 15 de Abril de 1760 pelo Papa Clemente XIII. Memória litúrgica a 16 de Dezembro.